# آرنولد (میزوری)
آرنولد (به انگلیسی: Arnold) شهری در شهرستان جفرسون ایالت میزوری است که جمعیت آن در سرشماری سال ۲۰۱۰ میلادی ۲۰٫۸۰۸ نفر بوده است.